# Dyschirus tridentatus
Dyschirus tridentatus är en skalbaggsart som beskrevs av Leconte 1851. Dyschirus tridentatus ingår i släktet Dyschirus och familjen jordlöpare. Inga underarter finns listade i Catalogue of Life.